# Le Châtelet-sur-Retourne
Le Châtelet-sur-Retourne és un municipi francès situat al departament de les Ardenes i a la regió del Gran Est. L'any 2007 tenia 533 habitants.

## Demografia

### Població
El 2007 la població de fet de Le Châtelet-sur-Retourne era de 533 persones. Hi havia 192 famílies de les quals 39 eren unipersonals (12 homes vivint sols i 27 dones vivint soles), 59 parelles sense fills, 90 parelles amb fills i 4 famílies monoparentals amb fills.
La població ha evolucionat segons el següent gràfic:
Habitants censats

### Habitatges
El 2007 hi havia 216 habitatges, 195 eren l'habitatge principal de la família, 9 eren segones residències i 11 estaven desocupats. 215 eren cases i 1 era un apartament. Dels 195 habitatges principals, 154 estaven ocupats pels seus propietaris, 37 estaven llogats i ocupats pels llogaters i 4 estaven cedits a títol gratuït; 1 tenia dues cambres, 14 en tenien tres, 47 en tenien quatre i 134 en tenien cinc o més. 181 habitatges disposaven pel capbaix d'una plaça de pàrquing. A 80 habitatges hi havia un automòbil i a 102 n'hi havia dos o més.

### Piràmide de població
La piràmide de població per edats i sexe el 2009 era:
| Homes | Edats   | Dones |
| ----- | ------- | ----- |
| 0     | 95 o +  | 0     |
| 0     | 90 a 94 | 0     |
| 0     | 85 a 89 | 0     |
| 0     | 80 a 84 | 0     |
| 12    | 75 a 79 | 12    |
| 8     | 70 a 74 | 12    |
| 8     | 65 a 69 | 12    |
| 12    | 60 a 64 | 8     |
| 8     | 55 a 59 | 8     |
| 24    | 50 a 54 | 4     |
| 16    | 45 a 49 | 24    |
| 36    | 40 a 44 | 28    |
| 20    | 35 a 39 | 12    |
| 16    | 30 a 34 | 32    |
| 0     | 25 a 29 | 0     |
| 20    | 20 a 24 | 0     |
| 20    | 15 a 19 | 24    |
| 28    | 10 a 14 | 24    |
| 48    | 5 a 9   | 28    |
| 0     | 0 a 4   | 16    |

## Economia
El 2007 la població en edat de treballar era de 355 persones, 266 eren actives i 89 eren inactives. De les 266 persones actives 249 estaven ocupades (140 homes i 109 dones) i 18 estaven aturades (8 homes i 10 dones). De les 89 persones inactives 20 estaven jubilades, 38 estaven estudiant i 31 estaven classificades com a «altres inactius».

### Ingressos
El 2009 a Le Châtelet-sur-Retourne hi havia 238 unitats fiscals que integraven 678,5 persones, la mediana anual d'ingressos fiscals per persona era de 20.374 €.

### Activitats econòmiques
Dels 18 establiments que hi havia el 2007, 1 era d'una empresa alimentària, 1 d'una empresa de fabricació de material elèctric, 1 d'una empresa de fabricació d'altres productes industrials, 4 d'empreses de construcció, 4 d'empreses de comerç i reparació d'automòbils, 4 d'empreses de transport, 1 d'una empresa d'hostatgeria i restauració, 1 d'una empresa financera i 1 d'una empresa classificada com a «altres activitats de serveis».
Dels 6 establiments de servei als particulars que hi havia el 2009, 1 era un taller de reparació d'automòbils i de material agrícola, 2 paletes, 1 fusteria, 1 lampisteria i 1 restaurant.
L'únic establiment comercial que hi havia el 2009 era una fleca.
L'any 2000 a Le Châtelet-sur-Retourne hi havia 9 explotacions agrícoles que ocupaven un total de 648 hectàrees.

## Equipaments sanitaris i escolars
El 2009 hi havia una escola elemental.

## Poblacions més properes
El següent diagrama mostra les poblacions més properes.